# Attaque du 6 juin 2017 à Notre-Dame de Paris
L'attaque du 6 juin 2017 à Notre-Dame de Paris est une attaque terroriste survenue le 6 juin 2017 vers 16 h lorsqu'un homme attaque un policier avec un marteau avant d'être maîtrisé par un policier devant la cathédrale Notre-Dame de Paris sur l'île de la Cité, située dans le centre de Paris, en France. L'assaillant était armé d'un marteau et de deux couteaux de cuisine.
L'assaillant est un journaliste d'origine algérienne du nom de Farid Ikken, qui a remporté un prix pour ses travaux primés sur les droits de l'homme en Suède, avant de retourner en Algérie où il a commencé un site d'actualités en ligne, puis a déménagé en France avec un visa d'étudiant, il poursuivait un doctorat en communication au moment de l'attaque.
Selon le procureur, une vidéo dans laquelle il a fait allégeance à l'État islamique a été trouvée dans l'appartement de l'accusé.

## Contexte
L'attaque a fait suite à d'autres attaques ou tentatives d'attaques contre des monuments français en 2017, notamment l'attaque à la machette du Carrousel du Louvre en février, l'attaque de l'aéroport d'Orly en mars et l'attaque des Champs-Élysées en avril. Les monuments français ont reçu une protection policière constante car ils sont considérés comme "particulièrement vulnérables", ces mesures de sécurité s'inscrivent dans un état d'urgence qui a été mis en place en France de 2015 à fin 2017.
Le lendemain de cette attaque, le gouvernement Macron a officiellement annoncé la création d'une nouvelle force opérationnelle de renseignement, surnommée le Centre national de lutte contre le terrorisme. Le Centre, qui était en phase de planification depuis quelques mois, est placé sous l'autorité directe du président français. Emmanuel Macron a nommé Pierre de Bousquet de Florian à la tête du nouveau Centre.

## Attaque
Selon un porte-parole de la police, l'accusé « s'est approché d'un policier, a pris un marteau de son sac à dos et a frappé un policier par-dessus la tête », blessant le policier. L'agresseur portait également des couteaux.
L'accusé aurait crié "c'est pour la Syrie" lors de l'attaque avant d'être blessé par balle à la poitrine par un autre officier. Après avoir été abattu, l'accusé a affirmé qu'il était « un soldat du califat ». Immédiatement après l'incident, le ministre de l'Intérieur Gérard Collomb a déclaré que l'homme avait une pièce d'identité indiquant qu'il était un étudiant algérien.
Neuf cents personnes ont été enfermées à l'intérieur de la cathédrale pendant deux heures. La diplomate américaine et experte en sécurité nationale Nancy Soderberg (en) et sa nièce de 16 ans étaient parmi les visiteurs pris au piège à l'intérieur de la cathédrale. La presse internationale a publié des photos tweetées par Soderberg montrant des centaines de visiteurs assis les mains en l'air.

## Enquête
Le 10 juin 2017 l'auteur des faits est mis en examen et placé en détention provisoire pour tentative d'assassinats sur personne dépositaire de l'ordre public en relation avec une entreprise terroriste.
Selon le procureur François Molins, l'ordinateur portable et les clés USB de l'accusé contenaient: un manuel pour les « loups solitaires » publié par l'État islamique; des images de l'attaque de Londres survenue trois jours auparavant; des vidéos «glorifiant» les attaques antérieures à Paris et à Bruxelles et un message vidéo de soutien à l'État islamique que Farid Ikken avait essayé mais n'a pas réussi à télécharger sur les réseaux sociaux à la veille de l'attaque. François Molins a ajouté qu'Ikken n'avait jamais montré aucun signe de radicalisation à ses proches, n'avait jamais été condamné, était inconnu des services de renseignement et qu'aucun signe de contact avec quiconque en Irak ou en Syrie n'avait été trouvé.
L'enquête a été confiée à la section antiterroriste de la Brigade criminelle et à la Direction générale de la Sécurité intérieure (DGSI). Le procureur François Molins a décrit Ikken comme un intellectuel et un homme réussi qui n'avait jamais donné la moindre indication de sympathies islamistes. François Molins a déclaré qu'Ikken s'était décrit comme s'étant radicalisé au cours de 10 mois. Hany Farid (en), professeur à Dartmouth et conseiller du Counter Extremism Project, cite l'auto-radicalisation d'Ikken pour affirmer que les sociétés de médias sociaux ont la responsabilité de réprimer l'incitation à la violence.

## Procès
Son procès devant la cour d'assises spéciale se tient à Paris du 12 au 14 octobre 2020. Farid Ikken nie avoir voulu tuer les policiers mais reconnaît le caractère terroriste de son acte. N'exprimant aucun regret, il évoque même le sentiment de « satisfaction du devoir accompli » et refuse de condamner les attentats islamistes ayant eu lieu en France ces dernières années. L'avocat général requiert de 25 à 28 ans de prison. Le 14 octobre, Ikken est condamné à la peine de 28 ans de prison assortis d'une période de sûreté des deux-tiers et d'une interdiction définitive du territoire francais. Il interjette appel le 19 octobre et voit sa sentence alourdie de deux ans lors d'un second procès le 19 novembre 2021,.

## Auteur
Farid Ikken (né le 18 janvier 1977 à Akbou ou Béjaïa en Algérie,), qui habitait légalement en France en tant que doctorant en communication inscrit à l'université de Lorraine, au campus de Metz depuis 2014. Son directeur de thèse, Arnaud Mercier, le décrivait comme un «ardent défenseur de la démocratie occidentale».
Le London Times a décrit Ikken comme ayant une biographie "très éloignée de celle des jeunes extrémistes mécontents qui ont commis une dizaine d'attaques en France au cours des trois dernières années". Jason Burke (en) a écrit sur Ikken dans The Guardian comme un homme plus âgé et très instruit décrit par des amis comme "doux, laïc" et attiré par le jihad violent sans être attiré par la foi musulmane, démontrant ainsi l'impossibilité de détecter des terroristes potentiels par regard des profils particuliers.
Né en Algérie dans une famille de « classe moyenne », Ikken a épousé un ressortissant suédois et a déménagé en Suède en 2004. Le mariage a rompu en 2004. Il a étudié le journalisme à Stockholm et à Uppsala. Il a travaillé comme journaliste indépendant pour plusieurs journaux et une station de radio. Radio Suède a confirmé qu'il avait travaillé pour eux en tant que stagiaire pendant 6 semaines en 2010, en reportant les informations locales à Göteborg. Le Service de sécurité suédois a déclaré qu'il n'avait aucune connaissance préalable d'Ikken. En 2011, il est retourné en Algérie, où il a travaillé comme journaliste, créant une lettre d'information en ligne et ouvrant une agence de relations publiques, avant de décider de rentrer en France et d'obtenir un doctorat. Selon des proches, il avait grandi dans une famille laïque, mais était devenu un fervent musulman alors qu'il vivait en Suède.
Il vivait dans un appartement loué à Cergy-Pontoise au moment de l'attaque. Il a également travaillé comme journaliste en Suède et en Algérie. En 2009, il a reçu le "Prix national du journaliste" de la Commission européenne pour son travail en Suède. Selon l'Union suédoise des journalistes (en), Ikken a remporté la catégorie générale du Prix national des journalistes contre la discrimination de la Commission européenne pour un article intitulé Olaga vård publié dans le journal Folket i Bild (en). L'article portait sur « les demandeurs d'asile qui n'ont pas droit à des soins médicaux et qui sont donc contraints de demander des soins médicaux, ainsi que le personnel de santé et d'autres qui fournissent toujours des soins de santé aux demandeurs d'asile ». Ikken s'est décrit comme heureux d'avoir pu attirer l'attention sur les sujets importants de « discrimination et diversité ».
Il avait vécu en France pendant trois ans et rédigeait un mémoire sur les sciences de l'information et les communications. Il a prétendu être un « soldat du califat » pour l'État islamique en Irak et au Levant. La police a fouillé sa résidence et a trouvé une vidéo dans laquelle il a fait allégeance à l'Etat islamique. Selon le porte-parole du gouvernement Christophe Castaner, Ikken « n'a jamais montré aucun signe de radicalisation » avant l'attaque.
Le lendemain de l'attaque, Ikken a été hospitalisé pour des blessures par balle à la poitrine et aurait récupéré.